# Lagophthalmus
Lagophthalmus (altgriechisch λαγῶς lagôs, deutsch ‚Hase‘ und altgriechisch ὀφθαλμός ophthalmós, deutsch ‚Auge‘ – Deutsch: ‚Hasenauge‘) ist eine Symptomatik aus der Augen- und Nervenheilkunde, welche den unvollständigen Lidschluss eines, seltener beider Augen darstellt. Die Unfähigkeit, das Augenlid vollständig zu schließen, kann je nach Ursache unterschiedliche Ausprägungen haben. Die Bezeichnung resultiert aus der irrtümlichen Annahme, Hasen würden niemals die Augen schließen, auch nicht beim Schlafen.

## Ursachen
Häufigster Auslöser eines Lagophthalmus ist eine periphere Lähmung des 7. Hirnnerven, des Nervus facialis, bei der der ringförmige Augenmuskel Musculus orbicularis oculi betroffen ist. Darüber hinaus können Narben und eine daraus resultierende Verkürzung der Augenlider einen Lagophthalmus hervorrufen, ebenso ein Exophthalmus. Andere Ursachen können das Koma oder eine Fehlstellung des Augenlides (Ektropium) darstellen. Auch ein Leprabefall der Lider kann zu einem Lagophthalmus führen.

## Begleitsymptome und Folgen

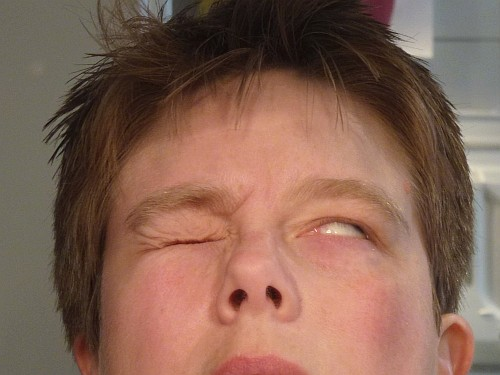
Bell-Phänomen bei Fazialislähmung mit Lagophthalmus

Durch den unvollständigen Lidschluss kann es zum Austrocknen der Hornhaut, der sogenannten Xerophthalmie, kommen. Patienten klagen deshalb über Brennen, Trockenheits- und Fremdkörpergefühl am Auge. Darüber hinaus kann sich eine Keratitis e lagophthalmo ausbilden, eine Entzündung der Hornhaut, bei der es auch zu einem Geschwür, einem sogenannten Hornhautulcus, kommen kann. Beim Versuch, das Augenlid zu schließen, wird das sogenannte Bell’sche Phänomen sichtbar, eine Drehung des Augapfels nach temporal oben. Durch den verminderten Lidschlag kommt es zudem zu einer Einschränkung im Ablauf der Tränenflüssigkeit und nachfolgend zu Tränenträufeln. Ausdruck einer sehr milden Läsion kann ein positives Wimpernzeichen sein.

## Therapie
Es kommen Tränenersatzflüssigkeit und Salben zum Einsatz, ggf. ein Uhrglasverband, was ein Austrocknen der Hornhaut auch des Nachts verhindern soll. Auch weiche Kontaktlinsen können das Auge vor dem Austrocknen schützen. Operative Maßnahmen können bei einem Ektropium in Frage kommen. Chirurgisch kann ein temporärer Verschluss der Lidspalte durchgeführt werden (sog. Tarsorrhaphie). Eine Keratitis und ein Ulcus werden meist antibiotisch behandelt.